# Diann Roffe
Diann Roffe (n. 24 martie 1967, Warsaw⁠(d), New York, SUA) este o schioare alpină ce a reprezentat Statele Unite ale Americii, medaliată olimpică. A participat la 3 ediții ale Jocurilor Olimpice (1988, 1992, 1994) în care a câștigat o medalie de aur și o medalie de argint.